# ایرکرفت سیلز اند سرویسز لیمیتد
ایرکرفت سیلز اند سرویسز لیمیتد (به انگلیسی: Aircraft Sales and Services Limited) یک شرکت هواپیمایی است که در ۱۹۷۵ میلادی تأسیس شده‌است. دفتر مرکزی ایرکرفت سیلز اند سرویسز لیمیتد در کراچی، پاکستان واقع شده‌است و قطب این شرکت هواپیمایی در فرودگاه بین‌المللی جناح قرار دارد.